# جامار ديفيس
جامار ديفيس (1984 في الولايات المتحدة - ) (بالإنجليزية: Jamar Davis)‏ هو لاعب كرة سلة أمريكي في مركز هجوم خلفي.